# Sarah Jane Morris (actrice)
Sarah Jane Morris (Memphis (Tennessee), 12 april 1977) is een Amerikaanse actrice.
Morris is het meest bekend van haar rol als Julia Walker in de televisieserie Brothers & Sisters waar zij in 65 afleveringen speelde (2006-2009).

## Biografie
Morris werd geboren in Memphis (Tennessee) als jongste van vier kinderen, en doorliep de high school aan de Hutchison School aldaar. Hierna ging zij studeren aan de Southern Methodist University in Dallas County (Texas). Na haar studie verhuisde zij naar Los Angeles voor haar acteercarrière. 
Morris is vanaf 2005 getrouwd met drummer Ned Brower. Zij kregen in 2010 een zoon en in 2014 een dochter.

## Filmografie

### Films
Uitgezonderd korte films.
- 2022 Cloudy with a Chance of Christmas - als Tatum Tilson
- 2019 Less Than Zero - als Eileen
- 2018 Gosnell: The Trial of America's Biggest Serial Killer - als Alexis 'Lexy' McGuire
- 2017 Love Struck Cafe - als Megan Quinn
- 2014 Occult - als Rebekah Dolan
- 2012 Willed to Kill – als Karyn Mitchell
- 2011 6 Month Rule – als Beth
- 2010 The Odds – als Jenny LaSalley
- 2008 Seven Pounds – als Susan
- 2007 Look – als Courtney
- 2005 Underclassman – als Jamie
- 2000 Coyote Ugly – als meisje op surprise party

### Televisieseries
Uitgezonderd eenmalige gastrollen.
- 2015-2017 The Night Shift - als Annie Callahan - 10 afl.
- 2015 Murder in the First - als Mary McCormack - 2 afl.
- 2011-2012 NCIS – als NCIS speciaal agente Erica Jane Barrett – 8 afl.
- 2006-2009 Brothers & Sisters – als Julia Walker - 65 afl.
- 2006 Windfall – als Zoe Reida – 4 afl.
- 2001-2002 Felicity –als Zoe Webb – 8 afl.
- 2001 Undeclared – als Jana – 2 afl.
- 2001 Boston Public – als Sally Barnes – 2 afl.